# Dendrophryniscus carvalhoi
Espèce
Statut de conservation UICN

 EN B1ab(iii) : En danger
Dendrophryniscus carvalhoi  est une espèce d'amphibiens de la famille des Bufonidae.

## Répartition
Cette espèce est endémique de l'État d'Espírito Santo au Brésil. Elle se rencontre vers 800 m d'altitude à Santa Teresa et à proximité à Fundão.

## Description
Le mâle mesure 18 mm et la femelle 19 mm

## Étymologie
Cette espèce est nommée en l'honneur d'Antenor Leitão de Carvalho.

## Publication originale
- Izecksohn, 1994 "1993" : Três novas espécies de Dendrophryniscus Jiménez de la Espada das regiões sudeste e sul do Brasil (Amphibia, Anura, Bufonidae). Revista Brasileira de Zoologia, vol. 10, no 3, p. 473-488 (texte intégral).